# Mistrzostwa świata juniorów w łyżwiarstwie szybkim
Mistrzostwa świata juniorów w łyżwiarstwie szybkim – zawody w łyżwiarstwie szybkim rozgrywane co roku pod patronatem Międzynarodowej Unii Łyżwiarskiej (ISU). Pierwsze mistrzostwa odbyły się w norweskim Fredrikstad w 1972 roku, lecz rywalizowali tam tylko mężczyźni. Kobiety włączyły się do rywalizacji rok później. W latach 1972–2001 rozgrywano tylko wielobój. W 2002 roku wprowadzono bieg drużynowy, od 2009 roku przyznawane są medale na poszczególnych dystansach, w 2015 roku w programie mistrzostw zadebiutował sprint drużynowy, a w 2025 sztafeta mieszana.
Polscy łyżwiarze wywalczyli dotychczas 20 medali: 
- 1974:  Erwina Ryś (wielobój),  Jan Miętus (wielobój)
- 1975:  Erwina Ryś (wielobój)
- 2009:  Katarzyna Woźniak (wielobój)
- 2010:  Artur Nogal (500 m)
- 2016:  Andżelika Wójcik, Kaja Ziomek, Karolina Bosiek (sprint drużynowy)
- 2018:  Karolina Bosiek (bieg masowy),  Karolina Gąsecka, Natalia Jabrzyk, Karolina Bosiek (sprint drużynowy)
- 2019:  Karolina Bosiek (1500 m),  Karolina Bosiek (wielobój),  Karolina Bosiek (1000 m),  Karolina Bosiek (3000 m)
- 2024:  Szymon Wojtakowski (1500 m),  Kacper Abratkiewicz, Mateusz Śliwka, Szymon Wojtakowski (sprint drużynowy)
- 2025:  Wiktoria Dąbrowska, Julia Grzywińska, Hanna Mazur (sprint drużynowy),  Hanna Mazur (1000 m),  Zofia Braun, Hanna Mazur, Emilia Zawisza (bieg drużynowy),  Szymon Hostyński, Mikołaj Bielas, Mateusz Śliwka (sprint drużynowy),  Hanna Mazur (500 m),  Hanna Mazur (1500 m).

Polska trzykrotnie gościła najlepszych juniorów: w 1992 roku organizatorem mistrzostw była Warszawa, w 2009 roku Zakopane, a w 2015 ponownie Warszawa. W 2020 roku gospodarzem był Tomaszów Mazowiecki.

## Organizatorzy mistrzostw
| - 1972 - Fredrikstad, Norwegia - 1973 - Assen, Holandia - 1974 - Cortina d’Ampezzo, Włochy - 1975 - Strömsund, Szwecja - 1976 - Madonna di Campiglio, Włochy - 1977 - Inzell, RFN - 1978 - Montreal, Kanada - 1979 - Grenoble, Francja - 1980 - Assen, Holandia - 1981 - Elverum, Norwegia - 1982 - Innsbruck, Austria - 1983 - Sarajewo, Jugosławia - 1984 - Assen, Holandia - 1985 - Røros, Norwegia - 1986 - Sainte-Foy, Kanada - 1987 - Strömsund, Szwecja - 1988 - Seul, Korea Południowa | - 1989 - Kijów, ZSRR - 1990 - Obihiro, Japonia - 1991 - Calgary, Kanada - 1992 - Warszawa, Polska - 1993 - Baselga di Piné, Włochy - 1994 - Berlin, Niemcy - 1995 - Seinäjoki, Finlandia - 1996 - Calgary, Kanada - 1997 - Butte, USA - 1998 - Roseville, USA - 1999 - Geithus, Norwegia - 2000 - Seinäjoki, Finlandia - 2001 - Groningen, Holandia - 2002 - Collalbo, Włochy - 2003 - Kushiro, Japonia - 2004 - Roseville, USA - 2005 - Seinäjoki, Finlandia | - 2006 - Erfurt, Niemcy - 2007 - Innsbruck, Austria - 2008 - Changchun, Chiny - 2009 - Zakopane, Polska - 2010 - Moskwa, Rosja - 2011 - Seinäjoki, Finlandia - 2012 - Obihiro, Japonia - 2013 - Collalbo, Włochy - 2014 - Bjugn, Norwegia - 2015 - Warszawa, Polska - 2016 - Changchun, Chiny - 2017 - Helsinki, Finlandia - 2018 - Salt Lake City, Stany Zjednoczone - 2019 - Baselga di Piné, Włochy - 2020 - Tomaszów Mazowiecki, Polska - 2022 - Innsbruck, Austria - 2023 - Inzell, Niemcy | - 2024 - Hachinohe, Japonia - 2025 - Collalbo, Włochy - 2026 - Inzell, Niemcy - 2027 - Innsbruck, Austria |

## Medaliści

### Mężczyźni

#### Wielobój
| Rok  | Złoto                 | Srebro               | Brąz                     |
| 1972 | Jurij Kondakow        | Nikołaj Kuzmienko    | Terje Andersen           |
| 1973 | Jan Heida             | Nikołaj Kuzmienko    | Kay Arne Stenshjemmet    |
| 1974 | Manfred Winter        | Jan de Vries         | Jan Miętus               |
| 1975 | Masayuki Kawahara     | Jan de Vries         | Joop Pasman              |
| 1976 | Lee Yeong-ha          | Eric Heiden          | Jan de Vries             |
| 1977 | Eric Heiden           | Jan Junell           | Hilbert van der Duim     |
| 1978 | Eric Heiden           | Witalij Zazierskij   | Tom Erik Oxholm          |
| 1979 | Tomas Gustafson       | Andreas Ehrig        | Craig Kressler           |
| 1980 | Tomas Gustafson       | Craig Kressler       | Siergiej Bieriezin       |
| 1981 | Bjørn Arne Nyland     | Jean Pichette        | Jörg Mademann            |
| 1982 | Geir Karlstad         | Ihar Żalazouski      | Jean Pichette            |
| 1983 | Andriej Bobrow        | Wiaczesław Widow     | Hansjörg Baltes          |
| 1984 | Walerij Guk           | Aleksandr Klimow     | Bronisław Snietkow       |
| 1985 | Walerij Guk           | Ildar Garajew        | Bronisław Snietkow       |
| 1986 | Bronisław Snietkow    | Ildar Garajew        | Takuya Nakamura          |
| 1987 | Masahiko Omura        | Naoki Kotake         | Michael Spielmann        |
| 1988 | Michael Spielmann     | Cor Jan Smulders     | Naoki Kotake             |
| 1989 | Andriej Anufrijenko   | Rintje Ritsma        | Naoki Kotake             |
| 1990 | Falko Zandstra        | Ådne Søndrål         | Arjan Schreuder          |
| 1991 | Falko Zandstra        | Siergiej Baryszew    | Keiji Shirahata          |
| 1992 | Jeroen Straathof      | Hiroyuki Noake       | Jakko Jan Leeuwangh      |
| 1993 | Brian Smith           | Ids Postma           | Keiji Shirahata          |
| 1994 | Jan Bos               | Marco Kramer         | Shinya Tanaka            |
| 1995 | Bob de Jong           | Mark Knoll           | Yūsuke Imai              |
| 1996 | Bob de Jong           | Mark Knoll           | Mitsuru Watanabe         |
| 1997 | Jelmer Beulenkamp     | André Vreugdenhil    | Gijs Buitelaar           |
| 1998 | Dmitrij Szepiel       | Mark Tuitert         | Bjarne Rykkje            |
| 1999 | Mark Tuitert          | Yuri Solinger        | Choi Jae-bong            |
| 2000 | Johan Röjler          | Takaharu Nakajima    | Jan Friesinger           |
| 2001 | Shingo Doi            | Mun Jun              | Yeo Sang-yeop            |
| 2002 | Beorn Nijenhuis       | Iwan Skobriew        | Remco Olde Heuvel        |
| 2003 | Remco Olde Heuvel     | Robert Lehmann       | Lee Seung-hwan           |
| 2004 | Justin Warsylewicz    | Sven Kramer          | Yeo Sang-yeop            |
| 2005 | Sven Kramer           | Wouter Olde Heuvel   | Håvard Bøkko             |
| 2006 | Håvard Bøkko          | Wouter Olde Heuvel   | Shingo Hashibami         |
| 2007 | Sjoerd de Vries       | Tim Roelofsen        | Trevor Marsicano         |
| 2008 | Jan Blokhuijsen       | Koen Verweij         | Berden de Vries          |
| 2009 | Koen Verweij          | Jonathan Kuck        | Brian Hansen             |
| 2010 | Koen Verweij          | Brian Hansen         | Antoine Gélinas-Beaulieu |
| 2011 | Sverre Lunde Pedersen | Simen Spieler Nilsen | Kristian Fredriksen      |
| 2012 | Sverre Lunde Pedersen | Thomas Krol          | Simen Spieler Nilsen     |
| 2013 | Seo Jeong-su          | Simen Spieler Nilsen | Andrea Giovannini        |
| 2014 | Patrick Roest         | Willem Hoolwerf      | Emery Lehman             |
| 2015 | Patrick Roest         | Kim Min-seok         | Marcel Bosker            |
| 2016 | Seo Jeong-su          | Benjamin Donnelly    | Marcel Bosker            |
| 2017 | Chris Huizinga        | Allan Dahl Johansson | Tyson Langelaar          |
| 2018 | Allan Dahl Johansson  | Tyson Langelaar      | Francesco Betti          |
| 2019 | Chung Jae-won         | Stiepan Chistiakow   | Francesco Betti          |
| 2020 | Stiepan Chistiakow    | Chung Jae-won        | Pawieł Taran             |

#### 500 m
| Rok  | Złoto               | Srebro            | Brąz                             |
| 2009 | Mitchell Whitmore   | Richard MacLennan | Guillaume Blais-Dufour           |
| 2010 | Artur Nogal         | Richard MacLennan | Aleksiej Bondarczuk              |
| 2011 | Kim Sung-kyu        | Laurent Dubreuil  | Tsubasa Hasewaga                 |
| 2012 | Laurent Dubreuil    | Tsubasa Hasewaga  | Kim Woo-jin                      |
| 2013 | Tsubasa Hasegawa    | Im Joon-hong      | Kim Jun-ho                       |
| 2014 | Kai Verbij          | Takuya Goto       | Dai Dai Ntab                     |
| 2015 | Kim Jun-ho          | Yang Fan          | Patrick Roest                    |
| 2016 | Ignat Gołowiatiuk   | Christopher Fiola | Yang Tao                         |
| 2017 | Koki Kubo           | Sun Xuefeng       | Rusłan Zacharow                  |
| 2018 | Chung Jae-woong     | Torai Ishikawa    | Koki Kubo                        |
| 2019 | Koki Kubo           | Artiom Ariefjew   | Katsuhiro Kuratsubo Janno Botman |
| 2020 | Katsuhiro Kuratsubo | Artiom Ariefjew   | Wataru Morishige                 |

#### 1000 m
| Rok  | Złoto                       | Srebro               | Brąz                |
| 2009 | Jan Daldossi                | Jonathan Kuck        | Roman Krecz         |
| 2010 | Brian Hansen                | Richard MacLennan    | Koen Verweij        |
| 2011 | Kim Sung-kyu                | Tommi Pulli          | Maurice Vriend      |
| 2012 | Håvard Holmefjord Lorentzen | Tommi Pulli          | Laurent Dubreuil    |
| 2013 | Im Joon-hong                | Kai Verbij           | Lennart Velema      |
| 2014 | Kai Verbij                  | Armin Hager          | Taro Kondo          |
| 2015 | Yang Fan                    | Patrick Roest        | Stanisław Palkin    |
| 2016 | Benjamin Donnelly           | Kim Min-seok         | Marten Liiv         |
| 2017 | Allan Dahl Johansson        | Koki Kubo            | Tyson Langelaar     |
| 2018 | Koki Kubo                   | Allan Dahl Johansson | Chung Jae-woong     |
| 2019 | Janno Botman                | Chung Jae-won        | Stiepan Chistiakow  |
| 2020 | Peder Kongshaug             | Cho Sang-hyeok       | Katsuhiro Kuratsubo |

#### 1500 m
| Rok  | Złoto                 | Srebro             | Brąz                        |
| 2009 | Pim Cazemier          | Roman Krecz        | Jan Daldossi                |
| 2010 | Brian Hansen          | Koen Verweij       | Antoine Gelinas-Beaulieu    |
| 2011 | Sverre Lunde Pedersen | Li Bailin          | Håvard Holmefjord Lorentzen |
| 2012 | Sverre Lunde Pedersen | Thomas Krol        | Håvard Holmefjord Lorentzen |
| 2013 | Seo Jeong-su          | Junya Miwa         | Simen Spieler Nilsen        |
| 2014 | Yang Fan              | Kai Verbij         | Patrick Roest               |
| 2015 | Patrick Roest         | Kim Min-seok       | Emery Lehman                |
| 2016 | Kim Min-seok          | Benjamin Donnelly  | Marcel Bosker               |
| 2017 | Allan Dahl Johansson  | Chris Huizinga     | Tyson Langelaar             |
| 2018 | Allan Dahl Johansson  | David La Rue       | Kim Min-seok                |
| 2019 | Chung Jae-won         | Siergiej Łoginow   | Francesco Betti             |
| 2020 | Tsubasa Horikawa      | Stiepan Chistiakow | Chung Jae-won               |

#### 5000 m
| Rok  | Złoto                 | Srebro                      | Brąz                     |
| 2009 | Koen Verweij          | Brian Hansen                | Jonathan Kuck            |
| 2010 | Koen Verweij          | Brian Hansen                | Antoine Gelinas-Beaulieu |
| 2011 | Sverre Lunde Pedersen | Kristian Reistad Fredriksen | Simen Spieler Nilsen     |
| 2012 | Sverre Lunde Pedersen | Simen Spieler Nilsen        | Kim Cheol-min            |
| 2013 | Emery Lehman          | Andrea Giovannini           | Simen Spieler Nilsen     |
| 2014 | Nils van der Poel     | Patrick Roest               | Emery Lehman             |
| 2015 | Nils van der Poel     | Patrick Roest               | Emery Lehman             |
| 2016 | Benjamin Donnelly     | Kim Min-seok                | Chris Huizinga           |
| 2017 | Chris Huizinga        | Marwin Talsma               | Graeme Fish              |
| 2018 | Chung Jae-won         | Allan Dahl Johansson        | Jegor Szkolin            |
| 2019 | Lukas Mann            | Hallgeir Engebråten         | Daniił Ałdoszkin         |
| 2020 | Daniił Ałdoszkin      | Yves Cornelis Vergeer       | Casey Dawson             |

#### Start masowy
| Rok  | Złoto            | Srebro             | Brąz              |
| 2015 | Oh Hyun-min      | Marcel Bosker      | Zhou Bin          |
| 2016 | Kim Min-seok     | Christopher Fiola  | Benjamin Donnelly |
| 2017 | Chris Huizinga   | Oh Hyeon-min       | Graeme Fish       |
| 2018 | David La Rue     | Ethan Cepuran      | Kim Min-seok      |
| 2019 | Gabriel Odor     | Merijn Scheperkamp | Tsubasa Horikawa  |
| 2020 | Tsubasa Horikawa | Gabriel Odor       | Shin Jae-wan      |

#### Sprint drużynowy
| Rok  | Złoto                                                                | Srebro                                                                       | Brąz                                                                  |
| 2015 | Korea Południowa · Kim Jun-ho · Kim Min-seok · Yang Seung-yong       | Norwegia · Magnus Myhren Kristensen · Bjørn Magnussen · Henrik Fagerli Rukke | Rosja · Daniła Bobyr · Michaił Kazelin · Wiktor Musztakow             |
| 2016 | Rosja · Michaił Kazelin · Wiktor Musztakow · Aleksander Tkacz        | Chiny · Gao Tingyu · Alemasi Kahanbai · Yang Tao                             | Białoruś · Jewgienij Bołgow · Stanisław Ignacenko · Ignat Gołowiatiuk |
| 2017 | Holandia · Niek Deelstra · Thijs Govers · Tijmen Snel                | Kanada · Connor Howe · David Larue · Tyson Langelaar                         | Niemcy · Ole Jeske · Jeremias Marx · Max Reder                        |
| 2018 | Korea Południowa · Park Seong-hyeon · Chung Jae-woong · Kim Min-seok | Niemcy · Ole Jeske · Paul Galczinsky · Max Reder                             | Rosja · Siergiej Łoginow · Rusłan Zacharow · Aleksandr Podolskij      |
| 2019 | Holandia · Mika van Essen · Merijn Scheperkamp · Janno Botman        | Korea Południowa · Oh Sang-hun · Cho Sang-hyeok · Park Seong-hyeon           | Rosja · Artiom Ariefjew · Nikołaj Trusow · Siergiej Łoginow           |
| 2020 | Korea Południowa · Cho Sang-hyeok · Oh Sang-hun · Lee Byeong-hun     | Rosja · Daniił Ałdoszkin · Stiepan Chistiakow · Artiom Ariefjew              | Holandia · Jarle Gerrits · Kai In 't Veld · Stefan Westenbroek        |

#### Bieg drużynowy
| Rok  | Złoto | Srebro | Brąz                                                                        |
| 2002 | Korea Południowa · Lee Seung-hwan · Mun Joon · Yeo Sang-yeop                                                        | Japonia · Michihiro Ara · Shingo Doi · Masaki Hirano                                                                | Holandia · Beorn Nijenhuis · Remco Olde Heuvel · Tom Prinsen                |
| 2003 | Japonia · Michihiro Ara · Shingo Doi · Genki Matsuoka                                                               | Holandia · Rhian Ket · Arjen van der Kieft · Remco Olde Heuvel                                                      | Korea Południowa · Lee Jong-woo · Lee Seung-hwan · Yeo Sang-yeop            |
| 2004 | Korea Południowa · Lee Jin-woo · Lee Jong-woo · Yeo Sang-yeop                                                       | Kanada · Denny Morrison · François-Olivier Roberge · Justin Warsylewicz                                             | Japonia · Yasuyuki Iiyama · Yuya Sakai · Katsunori Sato                     |
| 2005 | Holandia · Michael Kaatee · Sven Kramer · Wouter Olde Heuvel                                                        | Kanada · Denny Morrison · François-Olivier Roberge · Justin Warsylewicz                                             | Stany Zjednoczone · Mike Blumel · Paul Dyrud · Patrick Meek                 |
| 2006 | Holandia · Ted-Jan Bloemen · Boris Kusmirak · Wouter Olde Heuvel                                                    | Korea Południowa · Choi Jin-yong · Mo Tae-bum · Kim Yeong-ho                                                        | Kanada · Lucas Makowsky · Matthew McLean · Aaron Sadlier                    |
| 2007 | Holandia · Jan Blokhuijsen · Stevin Hilbrands · Tim Roelofsen · Sjoerd de Vries                                     | Niemcy · Alexej Baumgärtner · Patrick Beckert · Eric Rauschenbach                                                   | Korea Południowa · Hong Seong-kon · Kim Yeong-ho · Mo Tae-bum               |
| 2008 | Holandia · Jan Blokhuijsen · Tom Schuit · Koen Verweij · Berden de Vries                                            | Włochy · Daniele Berlanda · Marco Cignini · Jan Daldossi                                                            | Stany Zjednoczone · Laurence Ducker · Brian Hansen · Trevor Marsicano       |
| 2009 | Holandia · Lucas van Alphen · Pim Cazemier · Niklas Kleyling                                                        | Niemcy · Patrick Beckert · Hubert Hirschbichler · Yeo Sang-yeop                                                     | Stany Zjednoczone · Laurence Ducker · Brian Hansen · Jonathan Kuck          |
| 2010 | Norwegia · Håvard Holmefjord Lorentzen · Simen Spieler Nilsen · Sverre Lunde Pedersen                               | Korea Południowa · Ha Hang-seon · Kim Woo-jin · Park Seok-min                                                       | Holandia · Lucas van Alphen · Frank Hermans · Koen Verweij · Maurice Vriend |
| 2011 | Holandia · Frank Hermans · Thomas Krol · Aron Romeijn · Maurice Vriend                                              | Norwegia · Kristian Reistad Fredriksen · Håvard Holmefjord Lorentzen · Simen Spieler Nilsen · Sverre Lunde Pedersen | Japonia · Junya Miwa · Takuro Oda · Shota Nakamura · Shunsuke Nakamura      |
| 2012 | Norwegia · Kristian Reistad Fredriksen · Håvard Holmefjord Lorentzen · Simen Spieler Nilsen · Sverre Lunde Pedersen | Korea Południowa · Kim Cheol-min · Kim Jin-su · Lee Jin-yeong                                                       | Holandia · Jorjan Joritsma · Thomas Krol · Kai Verbij                       |
| 2013 | Włochy · Andrea Giovannini · Andrea Stefani · Nicola Tumolero                                                       | Korea Południowa · Kim Yeong-jin · Seo Jeong-su · So Han-jae                                                        | Japonia · Junya Miwa · Shota Nakamura · Masahito Obayashi                   |
| 2014 | Korea Południowa · Kim Min-seok · Park Ki-woong · So Han-jae                                                        | Japonia · Seitaro Ichinohe · Shoya Ogawa · Shane Williamson                                                         | Chiny · Yang Fan · Liu Yiming · Xu Chenglong                                |
| 2015 | Holandia · Marcel Bosker · Wesly Dijs · Patrick Roest                                                               | Korea Południowa · Kim Min-seok · Oh Hyun-min · Park Ki-woong                                                       | Japonia · Riki Hayashi · Seitaro Ichinohe · Aoi Yokoyama                    |
| 2016 | Korea Południowa · Kim Min-seok · Oh Hyun-min · Park Ki-woong                                                       | Kanada · Benjamin Donnelly · Christopher Fiola · Tyson Langelaar                                                    | Chiny · Alemasi Kahanboi · Wu Ju · Zhang Chuang                             |
| 2017 | Japonia · Riki Hayashi · Riku Tsuchiya · Aoi Yokoyama                                                               | Holandia · Chris Huizinga · Tijmen Snel · Marwin Talsma                                                             | Norwegia · Marius Bratli · Magnus Bakken Haugli · Allan Dahl Johansson      |
| 2018 | Korea Południowa · Lee Do-hyung · Chung Jae-won · Kim Min-seok                                                      | Japonia · Riki Hayashi · Taishi Yamamoto · Kohki Takamisawa                                                         | Rosja · Siergiej Łoginow · Aleksandr Podolskij · Jegor Szkolin              |
| 2019 | Norwegia · Hallgeir Engebråten · Tobias Fløiten · Isak Høiby                                                        | Rosja · Siergiej Łoginow · Daniił Ałdoszkin · Stiepan Chistiakow                                                    | Holandia · Jordy van Workum · Yves Vergeer · Merijn Scheperkamp             |
| 2020 | Rosja · Daniił Ałdoszkin · Stiepan Chistiakow · Pawieł Taran                                                        | Japonia · Motonaga Arito · Tsubasa Horikawa · Taiyo Morino                                                          | Holandia · Jarle Gerrits · Harm Visser · Yves Cornelis Vergeer              |

### Kobiety

#### Wielobój
| Rok  | Złoto                 | Srebro               | Brąz                  |
| 1973 | Sylvia Burka          | Froukje Jongsma      | Kay Lunda             |
| 1974 | Erwina Ryś            | Tatjana Fradina      | Tatjana Timoszyna     |
| 1975 | Heike Lange           | Erwina Ryś           | Pietje Postma         |
| 1976 | Liz Appleby           | Beth Heiden          | Katrin Loernz         |
| 1977 | Kim Kostron           | Beth Heiden          | Bjørg Eva Jensen      |
| 1978 | Beth Heiden           | Bjørg Eva Jensen     | Ines Bautzmann        |
| 1979 | Beth Heiden           | Bjørg Eva Jensen     | Ria Visser            |
| 1980 | Bjørg Eva Jensen      | Sarah Docter         | Ria Visser            |
| 1981 | Sarah Docter          | Elke Wirsing         | Yvonne van Gennip     |
| 1982 | Angela Stahnke        | Yvonne van Gennip    | Seiko Hashimoto       |
| 1983 | Angela Stahnke        | Seiko Hashimoto      | Sjouke Hoffmann       |
| 1984 | Angela Stahnke        | Galina Wojłosznikowa | Song Hwa-son          |
| 1985 | Cornelia Dick         | Ludmiła Tubierozowa  | Monique Garbrecht     |
| 1986 | Monique Garbrecht     | Anja Ulbricht        | Ludmiła Tubierozowa   |
| 1987 | Monique Garbrecht     | Anja Ulbricht        | Silke Luding          |
| 1988 | Emi Tanaka            | Claudia Pechstein    | Shiho Kusunose        |
| 1989 | Ulrike Adeberg        | Anke Baier           | Sandra Zwolle         |
| 1990 | Ulrike Adeberg        | Anke Baier           | Takako Tetsuda        |
| 1991 | Anke Baier            | Swietłana Bażanowa   | Sabine Völker         |
| 1992 | Nami Nemoto           | Sabine Völker        | Tatjana Trapieznikowa |
| 1993 | Franziska Schenk      | Mie Shimizu          | Maki Tabata           |
| 1994 | Mie Shimizu           | Anni Friesinger      | Marianne Timmer       |
| 1995 | Becky Sundstrom       | Anni Friesinger      | Chris Scheels         |
| 1996 | Anni Friesinger       | Renate Groenewold    | Aki Tonoike           |
| 1997 | Kirstin Holum         | Bak Eun-bi           | Kanae Kobayashi       |
| 1998 | Aki Tonoike           | Catherine Raney      | Frijke Schaafsma      |
| 1999 | Helen van Goozen      | Yuri Obara           | Keiko Taguchi         |
| 2000 | Frédérique Ankoné     | Wieteke Cramer       | Heike Hartmann        |
| 2001 | Frédérique Ankoné     | Heike Hartmann       | Elma de Vries         |
| 2002 | Elma de Vries         | Eriko Ishino         | Judith Hesse          |
| 2003 | Shannon Rempel        | Eriko Ishino         | Maria Lamb            |
| 2004 | Eriko Ishino          | Ireen Wüst           | Shannon Rempel        |
| 2005 | Ireen Wüst            | Annette Gerritsen    | Maria Lamb            |
| 2006 | Kim Yu-rim            | Martina Sáblíková    | Lee Ju-youn           |
| 2007 | No Seon-yeong         | Laurine van Riessen  | Fu Chunyan            |
| 2008 | Marrit Leenstra       | Justine l'Heureux    | Jorieke van der Geest |
| 2009 | Roxanne van Hemert    | Yvonne Nauta         | Katarzyna Woźniak     |
| 2010 | Lotte van Beek        | Hege Bøkko           | Karolína Erbanová     |
| 2011 | Karolína Erbanová     | Pien Keulstra        | Lotte van Beek        |
| 2012 | Miho Takagi           | Karolína Erbanová    | Kim Bo-reum           |
| 2013 | Miho Takagi           | Antoinette de Jong   | Kaitlyn McGregor      |
| 2014 | Antoinette de Jong    | Melissa Wijfje       | Jelizawieta Kazielina |
| 2015 | Melissa Wijfje        | Sanneke de Neeling   | Jelizawieta Kazielina |
| 2016 | Jelizawieta Kazielina | Han Mei              | Park Ji-woo           |
| 2017 | Jutta Leerdam         | Joy Beune            | Sanne in 't Hof       |
| 2018 | Joy Beune             | Jutta Leerdam        | Elisa Dul             |
| 2019 | Femke Kok             | Karolina Bosiek      | Ragne Wiklund         |
| 2020 | Femke Kok             | Robin Groot          | Alexa Scott           |

#### 500 m
| Rok  | Złoto              | Srebro             | Brąz                  |
| 2009 | Olga Fatkulina     | Ahn Jee-min        | Yukina Nishina        |
| 2010 | Jekatierina Ajdowa | Lotte van Beek     | Janine Smit           |
| 2011 | Karolína Erbanová  | Jekatierina Ajdowa | Kim Hyun-yung         |
| 2012 | Karolína Erbanová  | Kim Hyun-yung      | Miho Takagi           |
| 2013 | Kim Hyun-yung      | Vanessa Bittner    | Kako Yamane           |
| 2014 | Vanessa Bittner    | Antoinette de Jong | Bente van den Berge   |
| 2015 | Vanessa Bittner    | Darja Kaczanowa    | Sun Nan               |
| 2016 | Darja Kaczanowa    | Kim Min-jo         | Jelizawieta Kazielina |
| 2017 | Darja Kaczanowa    | Sun Nan            | Jutta Leerdam         |
| 2018 | Kurumi Inagawa     | Jutta Leerdam      | Michelle de Jong      |
| 2019 | Femke Beuling      | Femke Kok          | Michelle de Jong      |
| 2020 | Femke Kok          | Moe Kumagai        | Robin Groot           |

#### 1000 m
| Rok  | Złoto                 | Srebro             | Brąz                  |
| 2009 | Roxanne van Hemert    | Hege Bøkko         | Olga Fatkulina        |
| 2010 | Lotte van Beek        | Hege Bøkko         | Karolína Erbanová     |
| 2011 | Karolína Erbanová     | Hege Bøkko         | Kali Christ           |
| 2012 | Miho Takagi           | Karolína Erbanová  | Kate Hanly            |
| 2013 | Vanessa Bittner       | Miho Takagi        | Antoinette de Jong    |
| 2014 | Antoinette de Jong    | Melissa Wijfje     | Sanneke de Neeling    |
| 2015 | Vanessa Bittner       | Sanneke de Neeling | Jelizawieta Kazielina |
| 2016 | Jelizawieta Kazielina | Darja Kaczanowa    | Han Mei               |
| 2017 | Darja Kaczanowa       | Joy Beune          | Béatrice Lamarche     |
| 2018 | Joy Beune             | Jutta Leerdam      | Elisa Dul             |
| 2019 | Michelle de Jong      | Femke Kok          | Karolina Bosiek       |
| 2020 | Femke Kok             | Robin Groot        | Marrit Fledderus      |

#### 1500 m
| Rok  | Złoto                 | Srebro             | Brąz                  |
| 2009 | Roxanne van Hemert    | Yvonne Nauta       | Olga Fatkulina        |
| 2010 | Lotte van Beek        | Hege Bøkko         | Karolína Erbanová     |
| 2011 | Karolína Erbanová     | Pien Keulstra      | Hege Bøkko            |
| 2012 | Karolína Erbanová     | Kim Bo-reum        | Pien Keulstra         |
| 2013 | Miho Takagi           | Kaitlyn McGregor   | Antoinette de Jong    |
| 2014 | Melissa Wijfje        | Antoinette de Jong | Jelizawieta Kazielina |
| 2015 | Melissa Wijfje        | Sanneke de Neeling | Park Ji-woo           |
| 2016 | Jelizawieta Kazielina | Esther Kiel        | Béatrice Lamarche     |
| 2017 | Jutta Leerdam         | Sanne in 't Hof    | Darja Kaczanowa       |
| 2018 | Joy Beune             | Jutta Leerdam      | Elisa Dul             |
| 2019 | Femke Kok             | Karolina Bosiek    | Ragne Wiklund         |
| 2020 | Robin Groot           | Femke Kok          | Merel Conijn          |

#### 3000 m
| Rok  | Złoto                 | Srebro             | Brąz                  |
| 2009 | Yvonne Nauta          | Park Do-yeong      | Roxanne van Hemert    |
| 2010 | Lotte van Beek        | Yvonne Nauta       | Jelena Sochriakowa    |
| 2011 | Park Do-yeong         | Kim Bo-reum        | Pien Keulstra         |
| 2012 | Park Do-yeong         | Kim Bo-reum        | Pien Keulstra         |
| 2013 | Antoinette de Jong    | Miho Takagi        | Kaitlyn McGregor      |
| 2014 | Antoinette de Jong    | Melissa Wijfje     | Jade van der Molen    |
| 2015 | Melissa Wijfje        | Sanneke de Neeling | Jelizawieta Kazielina |
| 2016 | Jelizawieta Kazielina | Park Ji-woo        | Esther Kiel           |
| 2017 | Joy Beune             | Sanne in 't Hof    | Jutta Leerdam         |
| 2018 | Joy Beune             | Jutta Leerdam      | Lemi Williamson       |
| 2019 | Ragne Wiklund         | Robin Groot        | Karolina Bosiek       |
| 2020 | Robin Groot           | Momoka Horikawa    | Merel Conijn          |

#### Start masowy
| Rok  | Złoto             | Srebro          | Brąz              |
| 2015 | Vanessa Bittner   | Park Cho-won    | Melissa Wijfje    |
| 2016 | Ayano Satō        | Esther Kiel     | Béatrice Lamarche |
| 2017 | Elisa Dul         | Sanne in 't Hof | Béatrice Lamarche |
| 2018 | Béatrice Lamarche | Karolina Bosiek | Laura Peveri      |
| 2019 | Laura Peveri      | Ma Yuhan        | Robin Groot       |
| 2020 | Robin Groot       | Laura Peveri    | Merel Conijn      |

#### Sprint drużynowy
| Rok  | Złoto                                                                | Srebro                                                                | Brąz                                                                |
| 2015 | Japonia · Kim Min-sun · Park Cho-won · Park Ji-woo                   | Korea Południowa · Lin Xue · Shi Xiaoxuan · Sun Nan                   | Rosja · Darja Kaczanowa · Jelizawieta Kazielina · Anastasija Czepił |
| 2016 | Rosja · Darja Kaczanowa · Jelizawieta Kazielina · Wladlena Rogatkina | Japonia · Miku Asano · Ayano Satō · Rio Yamada                        | Polska · Andżelika Wójcik · Kaja Ziomek · Karolina Bosiek           |
| 2017 | Chiny · Li Huawei · Yang Sining · Sun Nan                            | Włochy · Noemi Bonazza · Chiara Cristelli · Deborah Grisenti          | Korea Południowa · Eom Chae-rin · Hwang Da-som · Kim Haeun          |
| 2018 | Holandia · Femke Beuling · Jutta Leerdam · Michelle de Jong          | Korea Południowa · Kim Min-jo · Park Chae-eun · Park Ji-woo           | Polska · Karolina Gąsecka · Natalia Jabrzyk · Karolina Bosiek       |
| 2019 | Holandia · Femke Kok · Femke Beuling · Michelle de Jong              | Rosja · Anna Waszkene · Anastasja Korkina · Kristina Silajewa         | Norwegia · Julie Nistad Samsonsen · Ane By Farstad · Ragne Wiklund  |
| 2020 | Holandia · Myrthe de Boer · Marrit Fledderus · Femke Kok             | Rosja · Jelizawieta Agafoszina · Marina Awtonomowa · Irina Slesarjewa | Korea Południowa · Kang Soo-min · Kim Min-hui · Shin Seung-heun     |

#### Bieg drużynowy
| Rok  | Złoto                                                                         | Srebro                                                                  | Brąz                                                                                    |
| 2002 | Holandia · Mariska Huisman · Annelies van der Ploeg · Elma de Vries           | Korea Południowa · Choi Yoon-sook · Lee Bo-ra · Lee So-yeon             | Niemcy · Monique Angermüller · Judith Hesse · Nadine Seidenglanz                        |
| 2003 | Holandia · Maaike Head · Mariska Huisman · Jorien Voorhuis                    | Japonia · Eriko Ishino · Minatsu Onodera · Megumi Yamazaki              | Kanada · Marilou Asselin · Brittany Schussler · Shannon Sibold                          |
| 2004 | Holandia · Tessa van Dijk · Annette Gerritsen · Jorien Voorhuis               | Japonia · Eriko Ishino · Minatsu Onodera · Maki Tsuji                   | Kanada · Marilou Asselin · Shannon Rempel · Brittany Schussler                          |
| 2005 | Holandia · Tessa van Dijk · Annette Gerritsen · Ireen Wüst                    | Korea Południowa · Lee Joo-yeon · Lee Sang-hwa · No Seon-yeong          | Niemcy · Stephanie Beckert · Franziska Petereit · Karoline Zillmann                     |
| 2006 | Holandia · Ingeborg Kroon · Maren van Spronsen · Foske Tamar van der Wal      | Korea Południowa · Kim Yoo-rim · Lee Joo-yeon · No Seon-yeong           | Japonia · Shoko Fujimura · Masako Hozumi · Shiho Ishizawa                               |
| 2007 | Holandia · Natasja Bruintjes · Ingeborg Kroon · Laurine van Riessen           | Korea Południowa · Kim Yoo-rim · No Seon-yeong · Park Seung-ju          | Chiny · Fu Chunyan · Li Haiyang · Wang Mengying                                         |
| 2008 | Holandia · Jorieke van der Geest · Roxanne van Hemert · Marrit Leenstra       | Niemcy · Bente Kraus · Denise Roth · Dominique Thomas                   | Chiny · Fu Chunyan · Li Haiyang · Huang Baiying                                         |
| 2009 | Holandia · Jorieke van der Geest · Roxanne van Hemert · Yvonne Nauta          | Japonia · Mai Kiyama · Miho Takagi · Risa Takayama                      | Korea Południowa · Ahn Jee-min · Lim Jung-soo · Park Do-yeong                           |
| 2010 | Holandia · Lotte van Beek · Roxanne van Hemert · Yvonne Nauta                 | Japonia · Misaki Oshigiri · Miho Takagi · Nana Takagi · Nana Takahashi  | Korea Południowa · Ahn Jee-min · Kim Hyun-yung · Park Do-yeong                          |
| 2011 | Korea Południowa · Kim Bo-reum · Kim Hyun-yung · Lim Jung-soo · Park Do-yeong | Japonia · Natsumi Kado · Misaki Oshigiri · Miho Takagi · Nana Takahashi | Kanada · Kali Christ · Kate Hanly · Jenessa Kemp · Brianne Tutt                         |
| 2012 | Korea Południowa · Kim Bo-reum · Lim Jung-soo · Park Do-yeong                 | Kanada · Kate Hanly · Heather McLean · Josie Spence                     | Rosja · Tatjana Uszakowa · Aleksandra Szczełkonogowa · Olesia Czerniega · Anna Czernowa |
| 2013 | Japonia · Ayano Satō · Miho Takagi · Saori Toi                                | Korea Południowa · Heo Yoon-hee · Nam Ji-eun · Park Cho-won             | Holandia · Reina Anema · Antoinette de Jong · Jade van der Molen                        |
| 2014 | Holandia · Antoinette de Jong · Jade van der Molen · Melissa Wijfje           | Korea Południowa · Nam Ji-eun · Park Cho-won · Park Ji-woo              | Japonia · Nene Sakai · Ayano Satō · Natsumi Takayama                                    |
| 2015 | Holandia · Sanneke de Neeling · Esmee Visser · Melissa Wijfje                 | Korea Południowa · Kim Ha-eun · Park Cho-won · Park Ji-woo              | Japonia · Nene Sakai · Ayano Satō · Natsumi Takayama                                    |
| 2016 | Holandia · Loes Adegeest · Esther Kiel · Femke Markus                         | Korea Południowa · Eom Chae-rin · Park Cho-won · Park Ji-woo            | Japonia · Moe Kitahara · Ayano Satō · Rio Yamada                                        |
| 2017 | Holandia · Joy Beune · Elisa Dul · Sanne in 't Hof                            | Japonia · Kanako Iijima · Seia Kawamura · Moe Kitahara                  | Włochy · Noemi Bonazza · Chiara Cristelli · Deborah Grisenti                            |
| 2018 | Holandia · Joy Beune · Elisa Dul · Jutta Leerdam                              | Japonia · Lemi Williamson · Yui Fujimori · Karuna Koyama                | Korea Południowa · Yoon Jung-min · Park Chae-eun · Park Ji-woo                          |
| 2019 | Japonia · Lemi Williamson · Karuna Koyama · Rin Kosaka                        | Holandia · Femke Kok · Robin Groot · Paulien Verhaar                    | Rosja · Kristina Silajewa · Jelizawieta Agafoszina · Anastasija Grigorjewa              |
| 2020 | Holandia · Merel Conijn · Robin Groot · Femke Kok                             | Japonia · Rin Kosaka · Ayuri Fukuoka · Momoka Horikawa                  | Rosja · Jelizawieta Agafoszina · Anastasija Grigorjewa · Aleksandra Krawczenko          |